# Ditrik IV. Wiški
Ditrik IV. Wisch-ški (okoli 1360/70 - 7. december 1425 ) je bil praporni gospod gospostva Wisch.

## Družina
Ditrik IV. je najstarejši sin Štefana IV. Wiškega in Neže, hčerke Svedra III. Voorstskega in Keppelskega. Od 25. februarja 1386 je Ditrik IV. deloval kot gospod Wiški. Istega leta se je Dirk IV. poročil z Juto Arkelsko (1360-1395), hčerko Otona Arkelskega, gospoda Acqoya in Matilde Valkenburške. V zakonu se jima je rodila hčerka Juta. Po Jutini smrti se je Ditrik IV. ponovno poročil z Nežo Dodenweertsko. Neža je bila hči Roberta Doodenweertskega in Jute Asperenske-Polanenske. Paru se je rodila hči Stevina. Leta 1409 se je poročila s Henrikom I. Homutskim.

## Gospostvo Wisch
Ditrik IV. je skupaj s stricem Henrikom III. Wisch-škim od leta 1386 upravljal gospostvo Wisch. Tako sta združila upravljanje Wischa. Oba viška gospoda sta imela svoj grad v Terborgu. V novejšem gradu je prebivala stara veja rodbine, v starejšem pa mlajša veja. Ditrik IV. je bil praporni gospod grofije Zutphen skupaj s praporščaki: Berškimi, Baerskimi, Bronckhorstskimi.
To, da se gospodje iz Wiša imenujejo najdrznejši, najpogumnejši, se verjetno nanaša na njihov sloves roparskih vitezov.

## Na Gelderskem dvoru
Ditrik IV. Wisch-ški je bil v dobrih odnosih z vojvodo Viljemom I. Gelderskim, saj mu je leta 1397 dovolil, da je z njim skupaj z Arntom Boecopskim in gospodom Heinsberškim igral igro s kockami. Takrat je bil dostop do vojvodovih zasebnih prostorov prestiž. To je pokazalo vojvodevo zaupanje v Ditrika IV. Ko je Henrika II. leta 1390 nasledil njegov sin Henrik III., sta Ditrik IV. in Henrik III. skupaj vladala gospostvu Wisch. Od leta 1394 do 1397 sta za grofa Kleveškega skupaj delovala kot uradnika v Liemersu.
Leta 1402 je bil Ditrik IV. v listini imenovan za dednega maršala vojvode Gelderskega. V znak svojega dostojanstva je Ditrik okrasil maršalsko palico z zmajem in z zmajevo krvjo prepojenimi cvetovi mušmule, najpomembnejšimi simboli Gelderlanda. Ditrik IV. Wisch-ški je postal oskrbnik in deželni upravitelj Zutphena. Na tem položaju je bil od 1402 do 1412. Bil je tudi član Sveta šestnajstih. To so bile nenavadne službe za nekoga iz visokega plemstva in še posebej za prapornega gospoda. Konec koncev je obstajala velika verjetnost, da bo zaradi tega praporni gospod močnejši od samega vojvode. To je odražalo vojvodovo zaupanje v Ditrika IV. Po Ditriku IV. noben praporni gospod ni skupaj opravljal teh funkcij. Leta 1419 sta Henrik III. in Ditrik IV. Terborgu podelila mestne pravice. Leta 1423, ko je bil mladoletni Arnold Egmontski povzdignjen v Gelderskega vojvodo, je bil Ditrik IV. eden od štirih 'skrbnikov' mladega vojvode. Bil je tudi del Sveta šestnajstih skupaj s svojim stricem Henrikom III. Ta svet je vršil nadzor nad vojvodo.